# Rozpažování

Rozpažování vleže

Rozpažování je izolovaný, silový cvik zaměřený na horní část těla, při kterém ruka a paže opisují oblouk ale loket stále stejné otevřený. Vzhledem k větší vzdálenosti od těžiště těla se užívá nižších zátěží v porovnání s jinými cviky na stejné partie, kde je "páka" menší a je při nich daleko větší možnost zranění šlach a vazů.
Zátěž by měla být spíše nižší, jelikož na prsní svaly je vyvíjen větší nátlak.

## Pozice
Rozpažovacích cviků je široká škála (vleže, na šikmé lavici, vsedě, ve stoji, invertované, tj. zády nahoru).